# Cinctorres
Cinctorres é um município da Espanha na província de Castelló, Comunidade Valenciana. Tem 34,9 km² de área e em 2021 tinha 404 habitantes (densidade: 11,6 hab./km²).

## Demografia
| Variação demográfica do município entre 1991 e 2004 | Variação demográfica do município entre 1991 e 2004 | Variação demográfica do município entre 1991 e 2004 | Variação demográfica do município entre 1991 e 2004 |
| --------------------------------------------------- | --------------------------------------------------- | --------------------------------------------------- | --------------------------------------------------- |
| 1991                                                | 1996                                                | 2001                                                | 2004                                                |
| 613                                                 | 591                                                 | 502                                                 | 509                                                 |